# Serge Betsen
Serge Betsen Tchoua (Región del Sudoeste, 25 de marzo de 1974) es un exjugador francés de rugby nacido en Camerún que se desempeñaba como ala.

## Selección nacional
Fue convocado por primera vez a Les Bleus en marzo de 1997 para enfrentar a Italia y jugó con ellos hasta su retiro internacional en octubre de 2007. En total disputó 63 partidos y marcó nueve tries (45 puntos).

### Participaciones en Copas del Mundo
Betsen disputó dos Copas del Mundo; Australia 2003 y Francia 2007. Los franceses cayeron en semifinales en ambos torneos y frente al XV de la Rosa.
| Mundial                       | Sede      | Resultado     | PJ | Tries |
| ----------------------------- | --------- | ------------- | -- | ----- |
| Copa Mundial de Rugby de 2003 | Australia | Cuarto puesto | 5  | 2     |
| Copa Mundial de Rugby de 2007 | Francia   | Cuarto puesto | 5  | 0     |

## Palmarés
- Campeón del Torneo de las Seis Naciones de 2002, 2004 (ambos con Grand Slam) y 2007.
- Campeón del Top 14 de 2001-02, 2004-05 y 2005-06.
- Campeón de la Aviva Premiership de 2007-08.
- Campeón de la Copa de Francia de Rugby de 2000.